# Léonard Bandy de Lachaud
Pour les articles homonymes, voir Bandy (homonymie).
Léonard Bandy de Lachaud, seigneur de Lachaud, Noizat et Nalèche, né le 21 décembre 1729 et mort le 28 septembre 1803  à Felletin (Creuse), est un marchand et un homme politique français.

## Biographie
Fils d'Antoine Bandy (1705-1765), sieur des Granges et de La Chaud, greffier de la châtellenie de Felletin, et de Marie Jagot (1703-1775), il est marchand tapissier à Felletin, agréé lieutenant au maire le 26 juillet 1786 et correspondant de la subdélégation à Felletin dans la généralité de Moulins. Le 24 mars 1789, il est député du tiers état par la sénéchaussée de Guéret aux États généraux, où il se montre un partisan réservé et obscur de la Révolution. Longtemps juge de paix de son canton, il est maire de Felletin en 1801.
Marié le 24 août 1750 à Felletin à Françoise Barginat, née le 19 mars 1734 à Felletin, morte le 29 mars 1811 à Felletin, il est le père du général Gilbert Bandy de Nalèche et l'arrière-grand-père de Louis Bandy de Nalèche.

## source
- Adolphe Robert, Gaston Cougny, Dictionnaire des parlementaires français de 1789 à 1889, Paris, Bourloton, 1889, tome 1, de Baillot à Bandy de Nalêche, p. 150]
- Bandy de la Chaux Léonard, portrait d'après une estampe ; « Collection générale des portraits de MM. les députés aux Etats-généraux »